# Ільїна Анегіна Єгорівна
Анегіна Єгорівна Ільїна (Ільїна-Дмитрієва; нар. 3 лютого 1943) — камерна, оперна співачка (мецо-сопрано), педагог. Народна артистка СРСР (1988).

## Життєпис
Народилася 3 лютого 1943 року в селі Дюллюкю (нині — Верхньовілюйський улус, Республіка Саха (Якутія), Росія).
Навчалася в Якутському педагогічному училищі (з 1957), з 2-го курсу — у Московському музичному училищі при консерваторії (пед. О. П. Померанцева) (1959—1963). Закінчила Московську державну консерваторію імені П. І. Чайковського по класу сольного співу в 1968 році, асистентуру (1970) (пед. Н. Л. Дорліак).
З 1969 року Анегіна Ільїна — провідна солістка Якутського музично-драматичного театру, з 1971 — Якутського музичного театру, з 1991 — Якутського державного театру опери та балету.
У 1980—1982 роках стажувалася у Великому театрі СРСР.
Співала за кордоном у складі різних делегацій в Канаді (1981), Румунії (1984), Монголії (1985), Німеччині (з 1985 неодноразово), США, Японії.
З 1994 року викладає у Вищій школі музики, де завідує кафедрою сольного співу та оперної підготовки.
У 2001 році була заснована премія імені А. Е. Ільїної-Дмитрієвої для молодих талановитих співаків республіки.
В даний час в Якутії і в усьому Далекосхідному федеральному окрузі єдиною народною артисткою СРСР є А. Є. Ільїна.

### Родина
Чоловік — Петро Никифорович Дмитрієв-Туутук, фольклорист, дитячий письменник, перекладач, працює у відділі олонхо Інституту гуманітарних досліджень.
Дочка — Дарія Дмитрієва, театральний художник, автор концертних суконь А. Ільїної.

## Творчість
Виконала понад 30 провідних меццо-сопранових партій в оперних спектаклях: Ольга, Няня («Євгеній Онєгін» П. І. Чайковського), Туйаарима Куо (подія сезону 1976—1977 рр.), Кюн Кюбей («Нюргун Боотур» М. Жиркова, Р. Літинського), Кармен — коронна партія («Кармен» Ж. Бізе), Розіна («Севільський цирульник» Дж. Россіні), Кончаківна («Князь Ігор» А. Бородіна), Княгиня («Русалка» О. Даргомижського), Графиня («Пікова дама» П. Чайковського), Сардаана, Нагная, Алгима («Лоокут і Нюргусун» Г. Григоряна), Азучена (співала з тенором Зурабом Соткілавою), «Трубадур» Дж. Верді, Кюбэйик («Колискова» 3. Степанова), Сарги Сахадова (моноопера «Повернення» В. Каца, написана спеціально для А. Ільїної).
Давала сольні концерти. В її репертуарі понад 400 творів камерної вокальної музики.

### Дискографія
Три сольні платівки-гіганта, записані фірмою «Мелодія», чотири оригінальних компакт-диска.

## Громадська діяльність
- Депутат ВР СРСР 10 скликання (1979—1984).
- Член президії (академік) Академії духовності Республіки Саха (Якутія) (з 1996).
- Член Союзу театральних діячів РФ.
- Входила до складу художньої ради театру.
- Очолювала Якутське музичне товариство.
- Була ректором Університету культури філії Московського юридичного інституту.

## Нагороди та звання
- Лауреат 22-го Міжнародного конкурсу вокалістів «Празька весна» (2-а премія, Чехословаччина, 1967)
- Лауреат конкурсу камерних виконавців в Києві (1968)
- Лауреат ХХ Міжнародного конкурсу вокалістів у Мюнхені (3-я премія, 1971)
- Дипломант Всесоюзного конкурсу пісні в Мінську (1973).
- Державна премія Якутської АРСР імені П. Ойунського (1972)
- Державна премія РРФСР імені М. І. Глінки (1977) — за виконання партій в операх «Царська наречена», «Русалка», «Нюргун Боотур», концертні програми
- Заслужена артистка Якутській АРСР (1971)[5]
- Заслужена артистка РРФСР (1977)
- Народна артистка РРФСР (1982)
- Народна артистка СРСР (1988)
- Орден Дружби народів
- Відзнака «370 років Якутії з Росією» (2002)
- Почесні грамоти Верховної ради Естонської РСР (1978), Якутської та Тувинської АРСР (1968)
- Диплом Російського фонду культури та дирекції міжнародних програм Державного музею-заповідника «Московський Кремль», Асоціації «Російська виконавська школа»
- Почесний громадянин Мегіно-Кангаського улусу (1992)[6]
- Почесний громадянин Республіки Саха (Якутія) (2000)[7]
- Ім'я співачки занесено в перший біографічний словник «Музиканти світу», випущений в науковому видавництві «Велика російська енциклопедія» (2001)